# Marian Papahagi
Marian Papahagi (n. 14 octombrie 1948, Râmnicu Vâlcea, Vâlcea, România – d. 18 ianuarie 1999, Roma, Italia) a fost un critic literar, eseist și traducător român.

## Biografie
Licențiat al Facultății de Filologie al Universității „Babeș-Bolyai” din Cluj (1968) și al Facultății de Litere și Filosofie din Roma (1972). Membru fondator al grupării „Echinox”. Doctor în litere „magna cum laude” în Italia. Doctor în filologie cu o temă de literatură italiană veche la Universitatea din București (1988). Debut absolut cu critică literară în revista „Amfiteatru” (1966). 
După 1990, a fost prorector al Universității „Babeș-Bolyai” din Cluj și ministru adjunct al Învățământului. A fost profesor de romanistică la Facultatea de Litere din Cluj și profesor invitat la mai multe universități din Europa. În ultima perioada a vieții, a fost director la Accademia di Romania din Roma.

## Volume
- Exerciții de lectură, 1966;  2003
- Eros și utopie, eseuri, 1980
- Critica de atelier, 1983
- Intelectualitate și poezie, 1986
- Cumpănă și semn, studii, 1991
- Fața și reversul, eseuri, 1993
- Fragmente despre critică, 1994
- Interpretări pe teme date, 1995
- Rațiuni de a fi, 1999 (postum)

## Volume colective
- Scriitori români, 1978
- Dicționarul scriitorilor români, vol. I-IV, 1995-2002 (alături de Mircea Zaciu și Aurel Sasu)

## Traduceri
Autori: Dante, Luigi Pareyson, Murilo Mendes, Luciana Stegagno Picchio, Eugenio Montale, Rosa Del Conte, Guido Morselli, Roland Barthes. 

## Premii
- Premiul pentru debut al Uniunii Scriitorilor din România (1976)
- Premiul „G. Călinescu” al Academiei Române (1980)
- Premiul „Eugenio Montale” (1988)
- Premiul „Titu Maiorescu” al Academiei Române (1991)
- Premiul pentru critică al Uniunii Scriitorilor din România  (1993)
- Ordinul Francez „Palmes Academiques” (1994)